# La Odisea (película de 2026)
La Odisea (en inglés: The Odyssey) es una próxima película épica de acción británico-estadounidense, escrita, dirigida y producida por Christopher Nolan. Está basada en el poema griego homónimo de Homero y protagonizada por Matt Damon, Tom Holland, Anne Hathaway, Zendaya, Lupita Nyong'o, Robert Pattinson, Charlize Theron, Jon Bernthal, John Leguizamo y Benny Safdie, entre otros. Estará distribuida por Universal Pictures junto a Syncopy Inc.
En octubre de 2024, se reveló que Nolan estaba desarrollando su próxima película en Universal Pictures, tras haberlo hecho previamente con su anterior película Oppenheimer (2023). El rodaje dio comienzo a principios de 2025 en Reino Unido y finalizó el 8 de agosto del mismo año.
La Odisea está programada para ser estrenada en Estados Unidos el 17 de julio de 2026.

## Reparto
- Matt Damon como Odiseo, el legendario rey griego de Ítaca.
- Tom Holland como Telémaco, el hijo de Odiseo y Penélope
- Anne Hathaway como Penélope, mujer de Odiseo.
- Zendaya como Atenea
- Lupita Nyong'o como Clitemnestra, esposa de Agamenón
- Robert Pattinson como Hermes
- Charlize Theron como Circe
- Jon Bernthal
- John Leguizamo
- Benny Safdie como Agamenón
- Mia Goth

## Producción

### Desarrollo
En octubre de 2024, se reveló que el director Christopher Nolan estaba desarrollando su próxima película en Universal Pictures, tras trabajar con ese estudio en Oppenheimer (2023). Nolan volvía a escribir el guion y a producir la película con su esposa Emma Thomas a través de su productora Syncopy Inc. Matt Damon estaba en conversaciones para protagonizar la película, tras colaborar con Nolan en Oppenheimer e Interstellar (2014). A diferencia de Oppenheimer, que Universal adquirió en una subasta, esta película se creó directamente en ese estudio. The Hollywood Reporter desmintió las especulaciones de que la película adaptaría la serie de televisión británica de espionaje The Prisoner (1967-68), que Nolan consideró previamente en 2009. A finales de ese mes, Tom Holland se unió al reparto, con Damon confirmado como protagonista. En noviembre, Anne Hathaway, Zendaya, Lupita Nyong'o, Robert Pattinson y Charlize Theron se unieron al reparto en papeles no revelados. En diciembre, se reveló que el título de la película sería La Odisea, basada en los poemas griegos antiguos de Homero.

### Rodaje

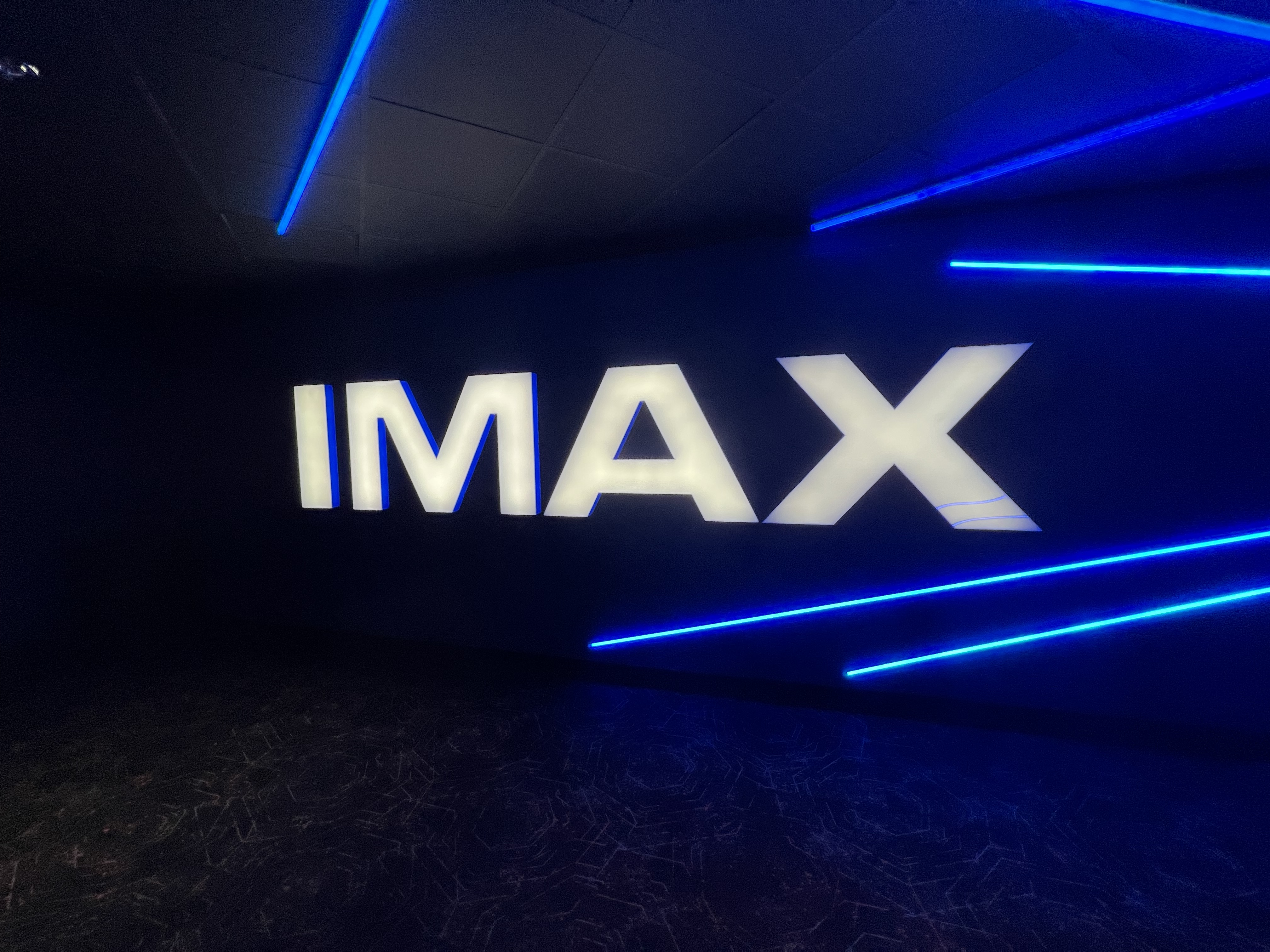
La cinta será filmada con cámaras IMAX que usarán tecnología de última generación.

La fotografía principal comenzó a principios de 2025 en Reino Unido, continuando el rodaje posteriormente en Italia y Marruecos. El proyecto se rodará parcialmente con una nueva tecnología IMAX que combinará el formato analógico y el formato digital.
El rodaje finalizó el 8 de agosto de 2025, tras 164 días.

### Criticas
El uso de locaciones en el Sahara Occidental, un territorio ilegalmente ocupado por Marruecos, ha desatado todo tipo de criticas. Actores como Javier Bardem, Juan Diego Botto, Luis Tosar, Carolina Yuste, y cineastas como ician Bollain y Rodrigo Sorogoyen, han enviado una carta a Christopher Nolan pidiendo la eliminación de las escenas en el metraje final. Esta medida también es apoyada por el Festival de cine del Sahara. Hasta la fecha ni Universal ni la empresa productora de Nolan se han manifestado al respecto.

## Estreno
El estreno de La Odisea está previsto en Estados Unidos en IMAX el 17 de julio de 2026.